# Baïda (album)
 (septembre 2021).
Pour l’article homonyme, voir Maria Baïda.
Albums de Faudel
1, 2, 3 Soleils
(1999)
Singles
1. Tellement N'brick (Tellement je t'aime)
Sortie : 1997
2. Dis-moi...
Sortie : 1998
3. Baïda
Sortie : 1999

Baïda est le premier album de Faudel sorti le 28 octobre 1997. Il devient double disque d'or en 1999.

## Description
L'album a été un grand succès, il reste 42 semaines dans le classement du SNEP avec plus de 350 000 exemplaires vendus. Ce qui conduit à sa nomination dans la catégorie du meilleur album traditionnel aux victoires de la musique 1998.

## Liste des pistes
| 1.    | Anti                      | 4:25 |
| 2.    | Eray                      | 3:35 |
| 3.    | Tellement N'Brick         | 3:59 |
| 4.    | Dis-moi...                | 3:51 |
| 5.    | Omri                      | 4:40 |
| 6.    | La Valse                  | 5:02 |
| 7.    | Baïda                     | 4:05 |
| 8.    | Miskin                    | 3:34 |
| 9.    | Abadou                    | 4:24 |
| 10.   | N'Sel Fik                 | 5:38 |
| 11.   | Ma Vie                    | 5:16 |
| 12.   | Tellement N'Brick (Remix) | 4:03 |
| 13.   | Baïda (Version orientale) | 5:04 |
| 57:42 |                           |      |

## Classements
| Charts                       | Meilleure position |
| ---------------------------- | ------------------ |
| Belgique (Wallonie Ultratop) | 24                 |
| France (SNEP)                | 25                 |

## Certifications
| Pays     | Certification | Ventes certifiées |
| -------- | ------------- | ----------------- |
| France   | 2 × Or        | 200 000           |
| Belgique | Or            | 25 000            |